# فرناندو دي فوينتيس
فرناندو دي فوينتيس (بالإسبانية: Fernando de Fuentes)‏ (و. 1894 – 1958 م) هو مخرج أفلام، ومنتج أفلام، وكاتب سيناريو مكسيكي، ولد في ولاية فيراكروز، توفي في مدينة مكسيكو، عن عمر يناهز 64 عاماً.

## التعليم
تعلم في جامعة تولين.

## وصلات خارجية
- فرناندو دي فوينتيس على موقع IMDb (الإنجليزية)
- فرناندو دي فوينتيس على موقع ألو سيني (الفرنسية)
- فرناندو دي فوينتيس على موقع أول موفي (الإنجليزية)
- فرناندو دي فوينتيس على موقع قاعدة بيانات الأفلام السويدية (السويدية)
- فرناندو دي فوينتيس على موقع قاعدة بيانات الفيلم (الإنجليزية)
- فرناندو دي فوينتيس على موقع كينوبويسك (الروسية)